# Vitis chunganensis
Vitis chunganensis är en vinväxtart som beskrevs av Hu Hsien-Hsu. Vitis chunganensis ingår i släktet vinsläktet, och familjen vinväxter. Inga underarter finns listade i Catalogue of Life.